# Thierry Rey
Pour les articles homonymes, voir Rey.
Thierry Rey est un judoka français né le 1er juin 1959 à Furnes en Belgique.
Combattant dans la catégorie des moins de 60 kg (supers-légers), il a été champion du monde en 1979, et champion olympique lors des Jeux olympiques de 1980 organisés à Moscou. Il est plusieurs fois médaillé aux championnats d'Europe, dont un titre en 1983 dans la catégorie des moins de 65 kg (mi-légers).
Il fait ensuite carrière dans les médias, notamment en tant que consultant sur les chaines du groupe Canal + et dans le cinéma. Toujours actif dans le monde du judo, il intervient ensuite dans le monde sportif, au sein de la candidature de Paris 2012. De mai 2012 à juin 2014, il occupe un rôle de conseiller sport et jeunesse au sein du cabinet à l’Élysée sous la présidence de François Hollande.

## Biographie
Il débute à l'âge de 9 ans au Judo-Club de Lagny-sur-Marne. Il commence sa carrière en remportant en 1978 le Tournoi de Paris et le championnat de France Senior dans la catégorie des supers-légers (moins de 60 kilos). En 1979, il conserve ces deux titres et devient également champion du monde. L'année suivante, en 1980, il devient champion olympique à Moscou à l'âge de 21 ans en battant en demi-finale le Soviétique Emizh et en finale le Cubain Rodriguez ; il est le premier dans l'histoire du judo français à réussir le doublé champion olympique/ champion du monde.

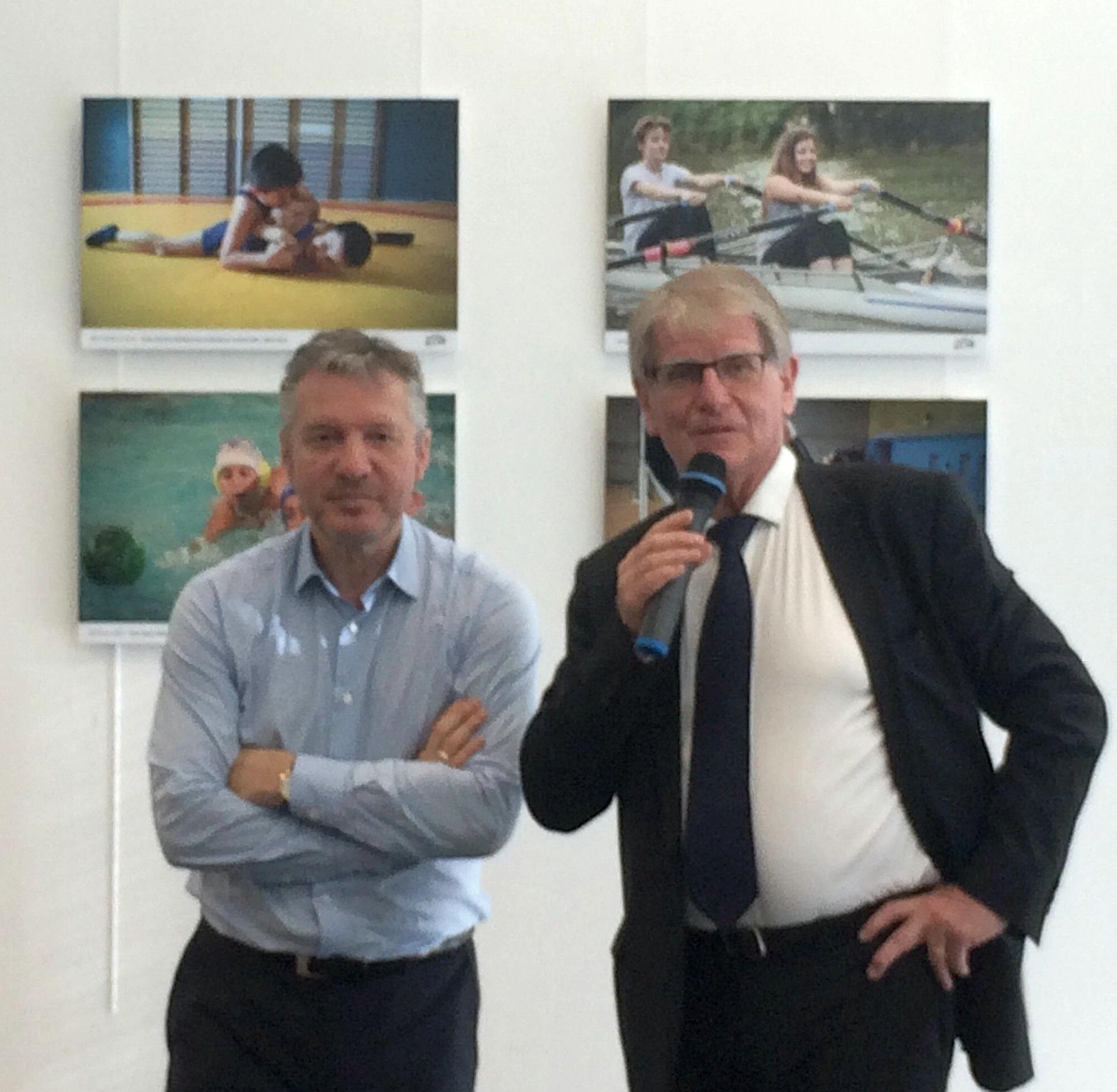
Thierry Rey en 2016, à gauche, avec Patrick Braouezec.

En 1981, il monte dans la catégorie des mi-légers (65 kg) et devient champion de France et vice-champion d'Europe en battant le Russe Soloduchine, champion olympique en titre, en demi-finale. En 1983, il est enfin sacré champion d’Europe au stade Pierre-de-Coubertin à Paris.
Il conserve la passion pour son sport après sa retraite d'athlète en 1984. En 2007, il devient président de la section judo du Lagardère Paris Racing, après avoir été président du PSG Judo (Groupe Canal +) de 1992 à 2000. Le 14 mai 2008, il devient directeur du développement du sport de haut-niveau du groupe Lagardère. Tout en restant également un membre influent de la fédération française de judo, il travaille à la candidature de Paris pour les Jeux de 2012.
Il fait également quelques apparitions au cinéma et à la télévision. Pour Canal +, il commente des compétitions de judo, notamment aux Jeux olympiques depuis ceux de Barcelone (1992), mais aussi du rugby (à XV et à XIII), du football ou encore de la boxe ; et participe à de nombreuses émissions pendant les quinze ans durant lesquelles il collabore avec cette chaine. De septembre 2008 à juin 2009, il est chroniqueur à Europe 1 dans le Club Sports, animé par Alexandre Delpérier, du lundi au jeudi. Depuis septembre 2009, il coanime cette émission chaque dimanche de 19 à 20 h avec Alexandre Delpérier (Martial Fernandez depuis 2010).
En juillet 2011, opposé à Raymond Domenech et Jean-Claude Perrin, il coache une équipe et gagne l'Étoffe des champions, émission présentée par Alexandre Ruiz, sur France 3.
En novembre 2011, il soutient François Hollande pour la primaire socialiste puis présidentielle. Le 22 mai 2012, il rejoint son cabinet à l’Élysée en tant que conseiller sport et jeunesse du président de la République. Fin juin 2014, Nathalie Iannetta lui succède à ce poste ; il est nommé inspecteur général de la jeunesse et des sports.

### Vie privée
Il est le père de Martin Rey-Chirac, né le 22 mars 1996 d'une union avec Claude Chirac, fille de Jacques et Bernadette Chirac.

## Postérité
Le gymnase de Lagny-sur-Marne porte son nom ainsi que le dojo du Centre interarmées des sports de Fontainebleau, anciennement Bataillon de Joinville.

## Palmarès
Thierry Rey est le premier des judokas français à obtenir les titres olympique, mondial, et européen individuels.

### Jeux olympiques
- Jeux olympiques de 1980 à Moscou (URSS) :
  -  Médaille d'or dans la catégorie des poids super-léger (-60 kg).

### Championnats du monde
- Championnats du monde de 1979 à Paris (France) :
  -  Médaille d'or dans la catégorie des poids super-léger (-60 kg).

### Championnats d'Europe
| Catégorie / Année | 1980 | 1981 | 1982 | 1983 |
| ----------------- | ---- | ---- | ---- | ---- |
| - 60 kg           | 3e   | -    | -    | -    |
| - 65 kg           | -    | 2e   | 2e   | 1er  |

### Divers
- Jeux Méditerranéens
  -  Médaille d'or dans la catégorie des -65 kg en 1983 à Casablanca.
- Par équipes :
  - 2 titres de champion d'Europe par équipes, en 1978 et 1982.
- Championnats de France :
  - super-légers (-60 kg) : 3 titres nationaux en 1978, 1979 et 1980.
  - mi-légers (-65 kg) : 3 titres nationaux en 1981, 1982 et 1983 ; 3e en 1984.
- Tournois :
  - Tournoi de Paris (France) :
    - 3 podiums dont 2 victoires en 1978 et 1979, et 1 deuxième place en 1982.

  - Tournoi d'automne:
    - 1977.
- Grade: Ceinture Blanche-rouge 8e DAN (2014)[6].

## Distinctions
- Officier de la Légion d'honneur (2015)[7]- remise par le Président François Hollande.
- Officier de l'ordre national du Mérite (1984) - remise par le Président François Mitterrand.
- Médaille de la jeunesse, des sports et de l'engagement associatif, or (1980).

## Filmographie

### Cinéma
- 1987 : Ennemis intimes de Denis Amar
- 1988 : Bonjour l'angoisse de Pierre Tchernia
- 1990 : L'Autre Nuit de Jean-Pierre Limosin
- 1990 : On peut toujours rêver de Pierre Richard : Le chef de la sécurité
- 1991 : Pas d'amour sans amour de Evelyne Dress
- 1991 : Loulou Graffiti de Christian Lejalé : Henry
- 1996 : Les Anneaux de la Gloire (avec Denis Charvet, Philippe Clay...), à propos de l'épreuve du marathon des Jeux olympiques de 1896 (réalisateur Jean-Luc Miesch) pour le centenaire de l'épreuve.

### Télévision
- 1989 : De mémoire de rose... d'Yves Amoureux
- 1995 : La Rivière Espérance de Josée Dayan (série télévisée)
- 1996 : Julie Lescaut, épisode 1 saison 6, Le secret des origines de Josée Dayan : Jacques
- ...et aussi : Le Matador, Les Anneaux de la Gloire (Pierre de Coubertin et l'année 1896), le Juge Antoine Rives (série télévisée), Vega (série télévisée)

### Clips
- Patrick Bruel : Place des grands hommes,
- J'suis quand même là,
- Pour la vie.

## Théâtre
- 1989 : la Terreur : Péniche sur le canal Saint Martin, Paris
- 1991 : Roméo et Juliette : rôle de Benvolio au Théâtre National de Nice

## Publication
- Sept vies, Stock, 31 octobre 2018, 320 p. (ISBN 978-2-234-08200-7 et 2-234-08200-5).